# Свінесундський міст
Свінесундський міст (норв. Svinesundsbrua) — міст через фіорд Ідде затоки Свінесунд на кордоні Швеції і Норвегії. Міст є частиною автошляху Е06 (на ділянці Гетеборг — Осло). Після завершення будівництва міст став найзахіднішим прикордонним переходом між Швецією і Норвегією. Щодня мостом проїжджає близько 15 тис. автомобілів.

## Історія моста
Раніше автотранспортне сполучення між Швецією і Норвегією здійснювалося старим Свінесундським мостом, побудованим у 1946 році. Необхідність спорудження нового мосту виникла через збільшення потоку автомобілів.
Міст спроєктувала норвезька фірма «Lund & Slaatto Arkitekter» на замовлення Шведської національної автодорожньої адміністрації.
Побудовано міст у період від 2003 до 2005 року. Відкриття мосту відбулося 10 червня 2005 року. На церемонії, приуроченій до святкування 100-річчя незалежності Норвегії, були присутні король Норвегії Гаральд V, король Швеції Карл XVI Густав, які зустрілися на середині нового моста в знак дружби двох країн.
Витрати на спорудження мосту Швеція і Норвегія поділили у співвідношенні 40:60. Вартість спорудження становила 60 млн євро, термін окупності — 20 років. Проїзд мостом платний: вартість проїзду (на кінець 2010 року) становила для легкових машин — 20 норвезьких крон (NOK), для автомобілів масою понад 3,5 т — 100 NOK, мотоцикли та мопеди — безкоштовно.

## Конструкція моста

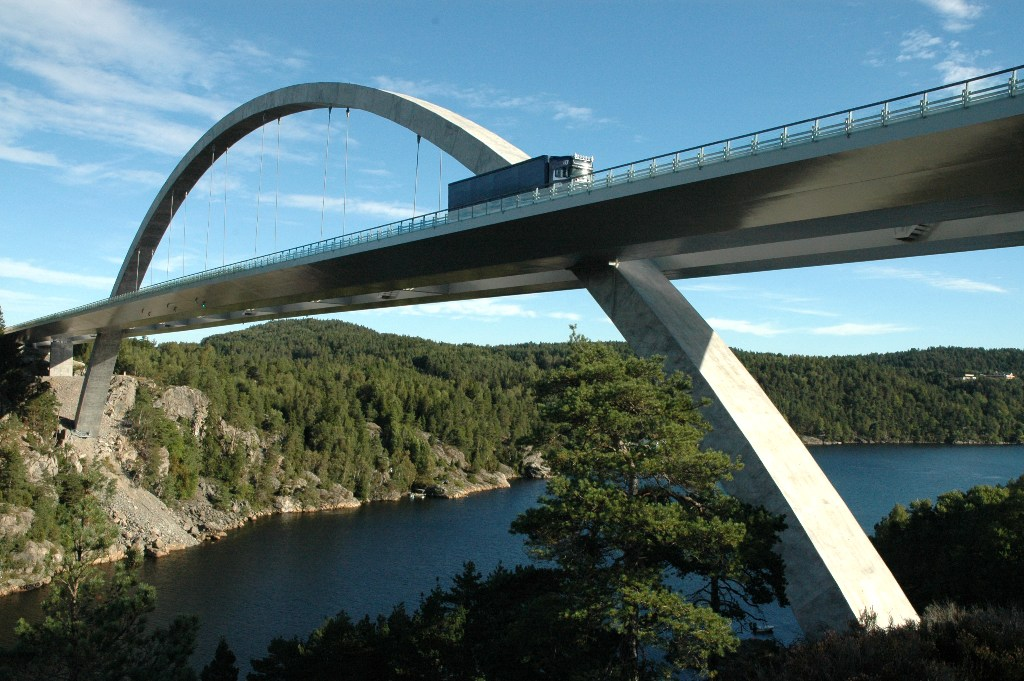
Свінесундський міст між Норвегією і Швецією.

Пролітна споруда являє собою дві сталеві балки коробчастого перерізу, що спираються на залізобетонну арку зі стрілою підйому над фіордом 60 м. Підмостовий габарит з розмірами 55×70 м забезпечує прохід суден стандартних розмірів. Споруджено чотири мостові опори на шведській стороні в зоні прибережного моста та одну опору на норвезькому березі.
Арка має радіус кривини 1150 м, центральний проліт становить 247,3 м. Арка виконана як коробчаста балка трапецієподібного поперечного перерізу, розміри якого змінюються від 6,3×4,25 м до 4,0×2,7 м, товщина її стінок коливається від 1 до 0,4 м. Витрата ненапружуваної арматурної сталі коливається в межах 100—150 кг/м3 бетону в бічних зонах і до 400 кг/м3 у центрі, де ширина арки становить 5 м.
Дві мостових підпори і опори прибережного мосту спираються на скельну основу і тільки одна опора на шведській стороні закладена на пальову основу. Вона виконана зі сталевозалізобетонних паль завдовжки 20 м, які мають у поперечному перерізі сталеве осердя діаметром 140 мм, обкладене зовні шаром бетону завтовшки 60 мм. Конусоподібні мостові опори з розмірами в плані 7,9×2,9 м мають конусний ухил 1,8 %. Їх висота — 10,6—47 м.

## Будівництво моста

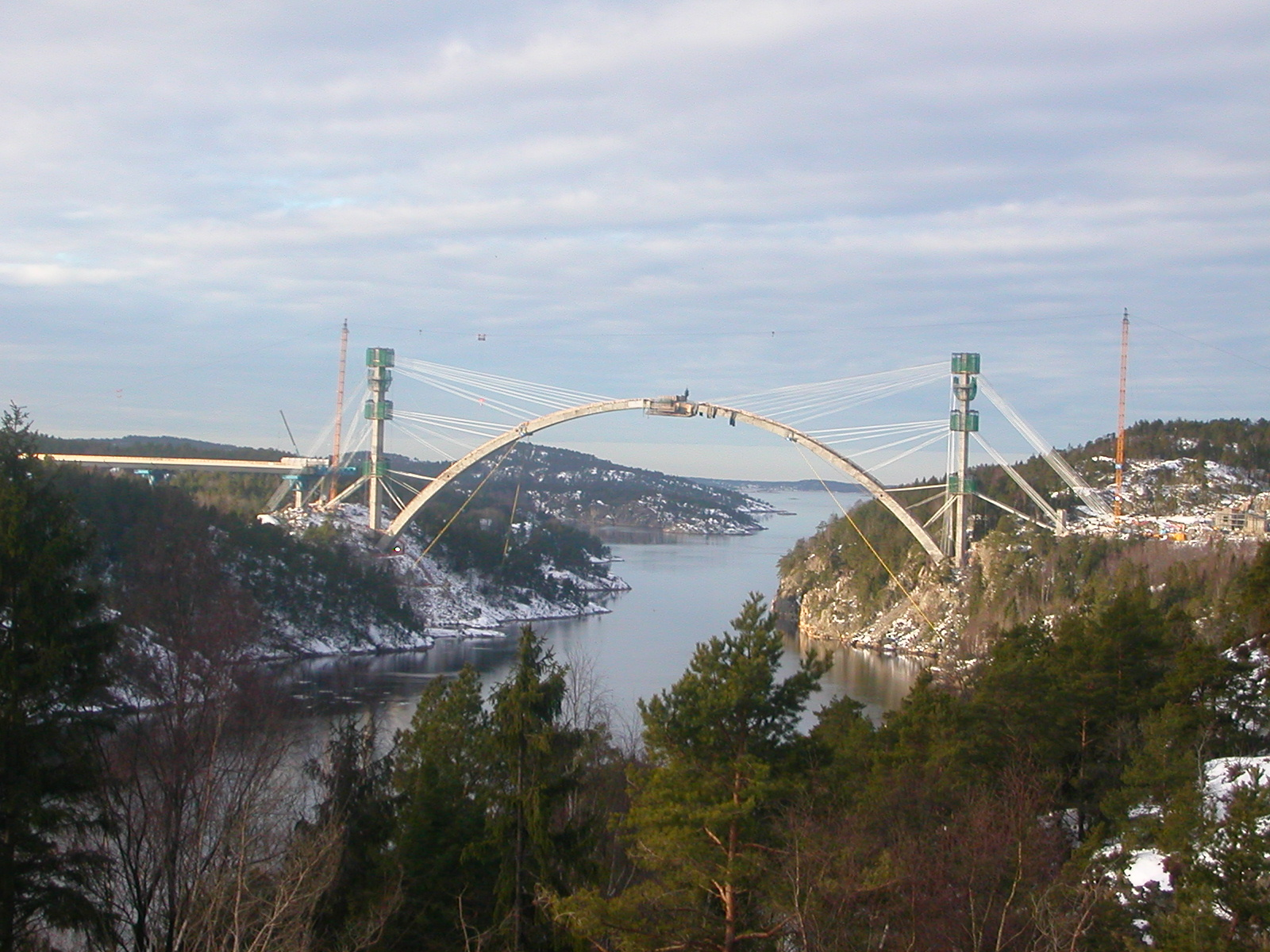
Бетонування арки Свінесундського моста

Генеральним підрядником, який будував міст, була німецька фірма Bilfinger Berger.
Бетонування арки здійснювалося за допомогою рухомої опалубки, спеціально розробленої австрійською фірмою «Doka» для цього моста. Бетонування виконувалося ділянками довжиною 5,5 м з неперервною підгонкою зовнішніх щитів опалубки фірми «Doka Тор50» через конусність перерізу арки. Рухома опалубка переміщувалася за допомогою гідравліки автоматизованої системи підіймання «SKE 100» цієї ж компанії.
В одну ділянку вкладалося 50—100 м3 високоміцного бетону (за шведським стандартом марки K70, за німецьким — B75), який доставлявся кабель-краном. Попри низькі температури (близько −20 °C), роботу взимку не припиняли, оскільки бетонну суміш підігрівали до температури близько +15 °C.
Мостові опори бетонували в рухомий опалубці «Doka MF240».
Для виготовлення коробчастих балок прогонової споруди довжиною 704 м знадобилося 7500 т сталі. Балки постачалися з Ростока секціями довжиною 26 м і масою 85 т на спеціальному автотранспорті, а потім до будмайданчика водою — на понтонах. Монтаж балок здійснювали секціями.